# Стражари и апаши
Стражари и апаши е детска игра, в която участват 4 или повече деца. От всички деца се избира едно дете, което да брои до 10. Другите оставят произволен предмет. След това преброилият до 10 оглежда оставените предмети и решава кои да са апаши, а кои – стражари. Едно от децата трябва да предостави предмета си на детето, което е броило. Стражарите броят до десет, а апашите се крият. След това апашите биват търсени и като ги намерят се гонят. Когато ги хванат казват: „Стражарска марка бум печат, от днеска ставаш мой събрат“. И така той става стражар. Когато ги хванат, започват да ги измъчват, гъделичкайки ги. Апашите си измислят истинска и фалшива парола. Те трябва да кажат на стражарите истинската парола, когато се налага. Веднъж хванат, апашът трябва да помага на стражарите да хващат апашите.